# Бронец, Иван Иванович
Иван Иванович Бранец (1914—1939) — младший командир Рабоче-крестьянской Красной Армии, участник боёв на Халхин-Голе, Герой Советского Союза (1939).

## Биография

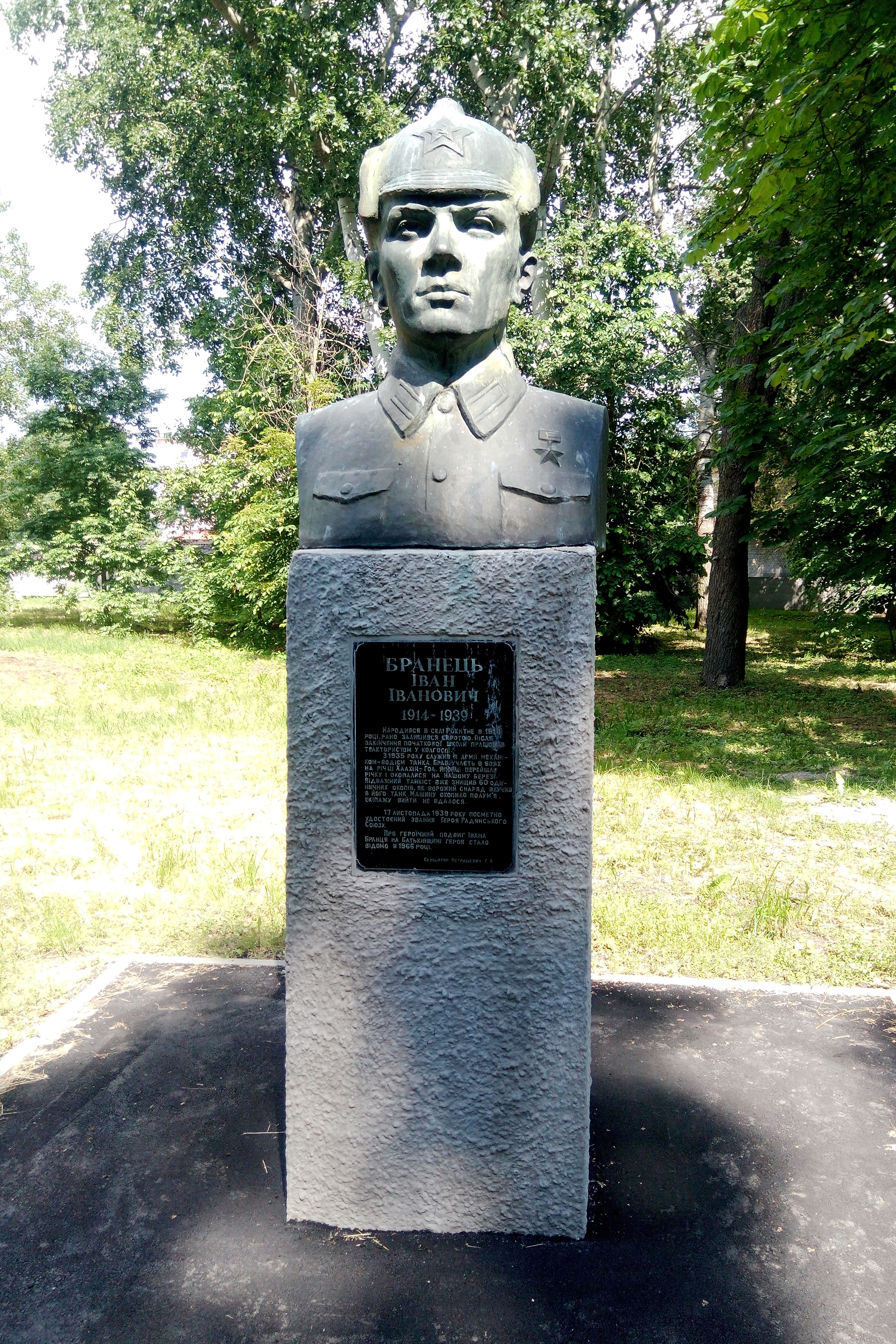
Бюст Ивану Бранцю на Аллее Героев-земляков в Яготине

Иван Бранец родился в 1914 году в селе Ракитное (ныне — Яготинский район Киевской области Украины) в семье крестьянина. Рано остался без родителей, воспитывался у дяди. В 1927 году окончил начальную школу в родном селе, в 1927—1929 годах учился в Райковщинской школе того же района. С 1930 года Бранец работал трактористом в колхозе. В 1935 году был призван на службу в Рабоче-крестьянскую Красную Армию, проходил службу в бронетанковых войсках на Дальнем Востоке. К августу 1939 года младший командир Иван Бранец был механиком-водителем огнемётного танка 6-й лёгкой танковой бригады 1-й армейской группы. Отличился во время боёв на Халхин-Голе.
Во время сражений у реки Халхин-Гол в Монголии Бранец вместе с экипажем уничтожил более 50 японских солдат и офицеров. 24 августа 1939 года танк Бранца был подбит, в результате чего тот погиб в горящей машине. Похоронен в братской могиле у реки Халхин-Гол.
Указом Президиума Верховного Совета СССР от 17 ноября 1939 года за «мужество и героизм, проявленные при выполнении воинского и интернационального долга» младший командир Иван Бранец посмертно был удостоен высокого звания Героя Советского Союза. Также был награждён орденом Ленина. Бюст Бранца установлен на аллее Героев в Яготине.